# Verónica Cepede Royg
Verónica Cepede Royg (Assunção, 21 de janeiro de 1992) é uma ex-tenista profissional paraguaia. Conquistou 1 título no circuito WTA (duplas), 1 no circuito Challenger (duplas) e 34 no circuito ITF (14 simples e 20 duplas). Foi top 100 nos dois rankings (73ª em agosto de 2017 e 85ª em setembro de 2016) e teve melhor campanha no Grand Slam em 2017, chegando à 4ª fase do Torneio de Roland Garros.
Aposentou-se em 2022. O último jogo oficial, de acordo com o site da ITF, foi em junho, pelo Torneio de Wimbledon. No entanto, a despedida real foi nos Jogos Sul-Americanos, na terra natal, em outubro, quando conquistou as medalhas de prata, em simples, e ouro, em duplas mistas, para o Paraguai.

## Finais

### Circuito WTA

#### Duplas: 3 (1 título, 2 vices)
| Status                | V–D                   | Torneio                                  | Categoria                | Parceira             | Adversárias                         | Resultado |
| Data                  | Data                  | Cidade/país                              | Piso                     | Parceira             | Adversárias                         | Resultado |
| --------------------- | --------------------- | ---------------------------------------- | ------------------------ | -------------------- | ----------------------------------- | --------- |
| Vice (1–2) Abr 2017   | Vice (1–2) Abr 2017   | Claro Open Colsanitas Bogotá, Colômbia   | WTA International saibro | Magda Linette        | Beatriz Haddad Maia Nadia Podoroska | 3–6, 46–7 |
| Vice (1–1) Mar 2017   | Vice (1–1) Mar 2017   | Abierto Mexicano Telcel Acapulco, México | WTA International duro   | Mariana Duque Mariño | Darija Jurak Anastasia Rodionova    | 3–6, 2–6  |
| Campeã (1–0) Fev 2016 | Campeã (1–0) Fev 2016 | Rio Open Rio de Janeiro, Brasil          | WTA International saibro | María Irigoyen       | Tara Moore Conny Perrin             | 6–4, 7–65 |

### Circuito WTA Challenger

#### Duplas: 1 (1 título)
| Status                | V–D                   | Torneio                                   | Piso | Parceira    | Adversárias                       | Resultado        |
| Data                  | Data                  | Cidade/país                               | Piso | Parceira    | Adversárias                       | Resultado        |
| --------------------- | --------------------- | ----------------------------------------- | ---- | ----------- | --------------------------------- | ---------------- |
| Campeã (1–0) Nov 2015 | Campeã (1–0) Nov 2015 | Carlsbad Classic Carlsbad, Estados Unidos | duro | Gabriela Cé | Oksana Kalashnikova Tatjana Maria | 1–6, 6–4, [10–8] |

### Circuito ITF

#### Simples: 28 (14 títulos, 14 vices)
| Posição | N.  | Data              | Torneio                  | Piso   | Oponente              | Placar           |
| Campeã  | 1.  | 18 Outubro 2009   | Bauru, Brasil            | Saibro | Vivian Segnini        | 6–0, 6–3         |
| Campeã  | 2.  | 25 Outubro 2009   | Santa Cruz, Bolivia      | Saibro | Vivian Segnini        | 6–2, 6–2         |
| Vice    | 3.  | 29 Novembro 2009  | Lima, Peru               | Saibro | Carla Lucero          | 7–5, 3–6, 5–7    |
| Campeã  | 4.  | 5 Dezembro 2009   | La Serena, Chile         | Saibro | Barbara Rush          | 6–1, 6–4         |
| Vice    | 5.  | 10 Outubro 2010   | Londrina, Brasil         | Saibro | Teliana Pereira       | 4–6, 0–6         |
| Vice    | 6.  | 13 Novembro 2010  | Asunción, Paraguai       | Saibro | Vanesa Furlanetto     | 6–1, 4–6, 5–7    |
| Campeã  | 7.  | 20 Novembro 2010  | Asunción, Paraguai       | Saibro | Tatiana Búa           | 6–2, 6–2         |
| Vice    | 8.  | 4 Dezembro 2010   | Santiago, Chile          | Saibro | Andrea Koch-Benvenuto | 2–6, 2–6         |
| Campeã  | 9.  | 11 Dezembro 2010  | Talca, Chile             | Saibro | Camila Silva          | 7–6(2), 3–6, 6–3 |
| Campeã  | 10. | 19 Fevereiro 2011 | Buenos Aires, Argentina  | Saibro | Nathalia Rossi        | 4–1, ret.        |
| Vice    | 11. | 23 Abril 2011     | Córdoba, Argentina       | Saibro | Daniela Seguel        | 6–7(4), 6–0, 4–6 |
| Campeã  | 12. | 14 Maio 2011      | Encarnación, Paraguai    | Saibro | Ornella Carón         | 6–2, 6–2         |
| Campeã  | 13. | 25 Junho 2011     | Campos do Jordão, Brasil | Duro   | Adriana Perez         | 7–6 (7) 7–5      |
| Campeã  | 14. | 12 Dezembro 2011  | Santiago, Chile          | Saibro | Mailen Auroux         | 6–0 1–6 6–3      |
| Campeã  | 15. | 5 Novembro 2012   | Asunción, Paraguai       | Saibro | Raluca Olaru          | 5–7 7–6 (9) 6–2  |
| Vice    | 16. | 8 Julho 2013      | Campinas, Brasil         | Saibro | Maria Irigoyen        | 2–6, 2–6         |
| Vice    | 17. | 7 Outubro 2013    | Asunción, Paraguai       | Saibro | Florencia Molinero    | 3–6 6–7          |
| Campeã  | 18. | 28 Outubro 2013   | Caracas, Venezuela       | Duro   | Laura Pigossi         | 6–2 6–2          |
| Campeã  | 19. | 9 Dezembro 2013   | Santiago, Chile          | Saibro | Maria Irigoyen        | 6–3 6–4          |
| Campeã  | 20. | 31 Março 2014     | Medellin, Colômbia       | Saibro | Irina-Camelia Begu    | 6–4 4–6 6–4      |